# Iván Grondona
Iván Grondona (Buenos Aires, 7 de abril de 1922 - Buenos Aires, 26 de enero de 2006) fue un actor de prolongada trayectoria en el cine, la televisión y el teatro de su país.

## Ámbito profesional
Debutó en cine cumpliendo un rol destacado en el filme Emigrantes (1948) dirigido por Aldo Fabrizi y se convirtió en uno de los galanes de la década de 1950, generalmente como contrafigura del protagonista de la película. Son recordados los roles cumplidos en La novia (1961) dirigido por Ernesto Arancibia y en Mi hijo Ceferino Namuncurá (1972) bajo la conducción de Jorge Mobaied. Guionó y dirigió el filme Reencuentro con la gloria que protagonizó Martín Karadagián y que se estrenó con varios años de atraso en 1962.
En teatro comenzó a trabajar en 1946 con Narciso Ibáñez Menta y actuó en muchas obras, entre las cuales se cuentan A puerta cerrada (1972) y La mujerzuela respetuosa, ambas de Jean Paul Sartre; Vestir al desnudo (1982), de Luigi Pirandello; Sangre verde, de Silvio Giovanninetti; Zaza, de Pierre Berton y Charles Simon; y Sigfrid, de Jean Giraudoux. Trabajó también encabezando elencos en radioteatros y en televisión, estuvo presente desde la primera emisión en 1952 y trabajó en ese medio como actor, productor, director y guionista. Entre los programas más populares en los que participó se cuentan El amor tiene cara de mujer (1964) —como galán de Bárbara Mujica—, Los Campanelli y Muchacha italiana viene a casarse, ambos de 1969 y Malevo escrita por Abel Santa Cruz, de 1972, en el rol del Dr. Paredes.
En 1983 se retiró de la actuación pero continuó como productor y relator del microprograma El país que no miramos que alcanzó los 1.170 programas reflejando lugares de Argentina que permitieron 18.000 emisiones televisivos y que le hizo acreedor a muchos premios, entre otros el San Gabriel (1985), El niño y la televisión (1983), Premio Konex 1987, en el rubro Diploma al Mérito en Comunicación-Periodismo, Argentores (1988) y Concurso Internacional de Documentales Tito Grand (Yugoslavia) así como 3 menciones del Comfer. 
Al caer derrocado Perón integró junto a Francisco Armisén, Pascual Nacaratti, Ángel Boffa, Pedro Laxalt, Julián Bourges, Alfredo Noli, Mario Faig, Claudio Martino, Luis Capdevila, Pedro Tocci y Pablo Raccioppi la comisión provisional que dirigió la Asociación Argentina de Actores hasta que fue intervenida por el nuevo gobierno.
Grondona vivía en el barrio de San Telmo, donde llegó a ser presidente de la Asociación de Vecinos y Amigos del Casco Histórico y había instalado en su casa una librería llamada La Casona de Iván Grondona donde además se hacían reuniones para leer poesía, teatro u otras actividades por el estilo. Después de una enfermedad que en los años anteriores había deteriorado su salud física y mental falleció el 26 de enero de 2006 a los 83 años a causa de un paro cardíaco. Estaba casado con la actriz Perla Santalla desde hacía 51 años y ella le sobreviviría 17 años. Su cuerpo descansa en el Panteón de la Asociación Argentina de Actores y Actrices del Cementerio de la Chacarita.

## Filmografía
Actor
- 2004, El país de nomeacuerdo …Él mismo
- 1987, La virgen gaucha
- 1973, Vení conmigo
- 1973, La malavida
- 1972, El picnic de los Campanelli
- 1972, Mi hijo Ceferino Namuncurá
- 1972, Juan Manuel de Rosas
- 1971, El veraneo de los Campanelli
- 1970, Pimienta y Pimentón
- 1965, Esquiú, una luz en el sendero
- 1961, La novia
- 1955, La simuladora
- 1955, La Quintrala.... Amante de Catalina
- 1955, Pájaros de cristal  .... Gustavo Zaldívar
- 1955, Cuando los duendes cazan perdices
- 1954, Su seguro servidor
- 1954, Siete gritos en el mar
- 1954, Se necesita un hombre con cara de infeliz
- 1954, Somos todos inquilinos
- 1952, Mi mujer está loca
- 1951, Alma liberada
- 1951, Cartas de amor .... Alberto Ponce
- 1950, La barra de la esquina
- 1949, Corrientes, calle de ensueños
- 1948, La novia de la Marina
- 1948, El tambor de Tacuarí
- 1948, Emigrantes

- 1962, Reencuentro con la gloria (director)
- 1962, Reencuentro con la gloria (guionista)

## Televisión
- 1980, El solitario  miniserie .... Rector
- 1972, Malevo Serie.... Dr. Paredes
- 1971, Así en la villa como en el cielo Serie .... Alejandro
- 1969, Muchacha italiana viene a casarse  Serie .... Amelio Orsini
- 1969, Los Campanelli Serie
- 1968 Estrellita, esa pobre campesina Serie... Álvaro
- 1968 Ella, la gata  Serie
- 1965 Candilejas  Serie
- 1964, El amor tiene cara de mujer Serie